# Bjärka-Säby
Bjärka-Säby is een plaats in de gemeente Linköping in het landschap Östergötland en de provincie Östergötlands län in Zweden. De plaats heeft 154 inwoners (2005) en een oppervlakte van 35 hectare. De plaats ligt aan het meer Stora Rängen en voor de rest bestaat de directe omgeving van de plaats uit zowel bos als landbouwgrond. In Bjärka-Säby liggen meerdere kastelen: Bjärka-Säby gamla slott en Bjärka-Säby nya slott.

## Verkeer en vervoer
Door de plaats lopen de spoorlijnen Tjustbanan en Stångådalsbanan die hier bij elkaar komen.